# Sivert Guttorm Bakken
Pour les articles homonymes, voir Bakken (homonymie).
Sivert Guttorm Bakken, né le 18 juillet 1998 à Lillehammer, est un biathlète norvégien. Vainqueur de la dernière mass-start de la saison de Coupe du monde 2021-2022 à Oslo-Holmenkollen, il décroche le petit globe de la spécialité lors de cette saison.

## Carrière
Licencié au club de Vingrom, il honore sa première sélection internationale à l'occasion des Jeux olympiques de la jeunesse d'hiver de 2016 à Lillehammer, en Norvège, où il remporte trois médailles, dont deux en or sur la poursuite et le relais mixte et une en argent sur le sprint.
Aux Championnats du monde jeunesse en 2017, il remporte la médaille d'or du relais et celle de bronze du sprint.
Il fait ses débuts chez les séniors lors de la saison 2018-2019, en IBU Cup, s'imposant notamment sur le sprint d'Obertilliach. En 2019, il est sacré champion d'Europe junior du sprint et est deux fois médaillé de bronze aux Championnats du monde junior (sprint et poursuite).
Aux Championnats d'Europe 2020, il remporte deux médailles de bronze sur la poursuite et le relais mixte. Il conclut la saison 2019-2020 en remportant à Minsk les trois dernières épreuves de l'IBU Cup (deux sprints et une mass-start 60).
Le 8 janvier 2021 il dispute à Oberhof sa première course en Coupe du monde qu'il termine à la 24e place (sprint), marquant ainsi ses premiers points et se qualifiant pour la poursuite.
Sivert Bakken fait partie des révélations de la saison 2021-2022 de Coupe du monde. Il se classe ainsi sixième de l'individuel d'Östersund d'ouverture et, sur le même site, il s'offre un premier succès avec ses coéquipiers du relais. Quelques semaines plus tard, il prend la cinquième place de la mass-start d'Antholz. Après les Jeux Olympiques de Pékin pour lesquels il est sélectionné en tant que remplaçant (il ne participe finalement à aucune épreuve), il réalise une remarquable fin de saison en Coupe du monde. Il manque d'abord de peu le podium à Kontiolahti (4e du sprint) puis le 12 mars à Otepää, il parvient enfin à monter sur son premier podium individuel en terminant troisième de la mass-start derrière Vetle Christiansen et Quentin Fillon Maillet. Il signe sa première victoire en Coupe du monde la semaine suivante, le 20 mars, en s'imposant lors de la mass-start finale à Oslo, faisant d'une pierre deux coups, puisqu'il s'empare du petit globe de la spécialité. Il termine la saison 2021-2022 à la 9e place du classement général. Dans une interview à la télévision norvégienne TV2 en octobre 2022, il annonce qu’il sera absent au début de la saison 2022-2023. Cette absence se prolongera finalement sur l'ensemble de l'hiver. En cause, un problème cardiaque que le médecin de l’équipe nationale norvégienne impute, avec une forte probabilité, à une injection de vaccin contre le coronavirus.
Il reprend l'entrainement au début de l'hiver 2023-2024 et retrouve la compétition internationale la saison suivante, en novembre 2024, en IBU Cup.
Lors des Championnats d'Europe de biathlon 2025 à Martell-Val Martello, il remporte le titre sur le sprint.

## Palmarès

### Coupe du monde
- Meilleur classement général : 9e en 2022.
- 1 petit globe de cristal :
  - Vainqueur du classement de la mass Start en 2022.
- 2 podiums individuels : 1 victoire et 1 troisième place.
- 2 podiums en relais : 2 victoires.
- 1 podium en relais mixte : 1 victoire.

Dernière mise à jour le 20 mars 2022 

#### Classements par saison
| Saison    | Classement général final | Individuel | Sprint | Poursuite | Mass start |
| 2020-2021 | 69e                      |            | 67e    | 70e       |            |
| 2021-2022 | 9e                       | 12e        | 18e    | 15e       | 1er        |

### Championnats d'Europe
| Édition / Épreuve         | Individuel                       | Sprint                | Poursuite                  | Relais                           | Relais mixte                     | Relais mixte simple              |
| ------------------------- | -------------------------------- | --------------------- | -------------------------- | -------------------------------- | -------------------------------- | -------------------------------- |
| Minsk 2020                | Épreuve inexistante à cette date | 20e                   | Médaille de bronze, Europe | Épreuve inexistante à cette date | Médaille de bronze, Europe       | —                                |
| Duszniki-Zdrój 2021       | 4e                               | 21e                   | 6e                         | Épreuve inexistante à cette date | Médaille d'or, Europe            | —                                |
| Martell-Val Martello 2025 | 8e                               | Médaille d'or, Europe |                            |                                  | Épreuve inexistante à cette date | Épreuve inexistante à cette date |

Légende:
- : première place, médaille d'or
- : troisième place, médaille de bronze
- —: non disputée par Sivert Bakken

### Championnats du monde jeunesse
| Épreuve / Édition     | Individuel | Sprint                    | Poursuite | Relais               |
| Mondiaux 2017 Osrblie | 13e        | Médaille de bronze, monde | 6e        | Médaille d'or, monde |

### Championnats du monde junior
| Épreuve / Édition            | Individuel | Sprint                    | Poursuite                 | Relais                   |
| Mondiaux 2018 Otepää         | 22e        | -                         | -                         | Médaille d'argent, monde |
| Mondiaux 2019 Brezno-Osrblie | 73e        | Médaille de bronze, monde | Médaille de bronze, monde | 4e                       |

### Championnats d'Europe junior
- Médaille d'or du sprint en 2019 à Sjusjøen.
- Médaille d'argent du relais mixte en 2019.
- Médaille d'argent de la poursuite en 2019.

### IBU Cup
- 3e du classement général en 2021.
- 14 podiums individuels, dont 4 victoires.